# Ленінська сільська рада (Оренбурзький район)
Ле́нінська сільська рада (рос. Ленинский сельский совет) — сільське поселення у складі Оренбурзького району Оренбурзької області Росії.
Адміністративний центр та єдиний населений пункт — селище Леніна.

## Населення
Населення — 3734 особи (2019; 1401 в 2010, 1142 у 2002).